# آنجلا هیل
آنجلا هیل (انگلیسی: Angela Hill؛ زادهٔ ۱۲ ژانویهٔ ۱۹۸۵) ورزشکار هنرهای رزمی ترکیبی اهل ایالات متحده آمریکا است. وی از سال ۲۰۱۴ میلادی تاکنون مشغول فعالیت بوده‌است.